# Sanhadja

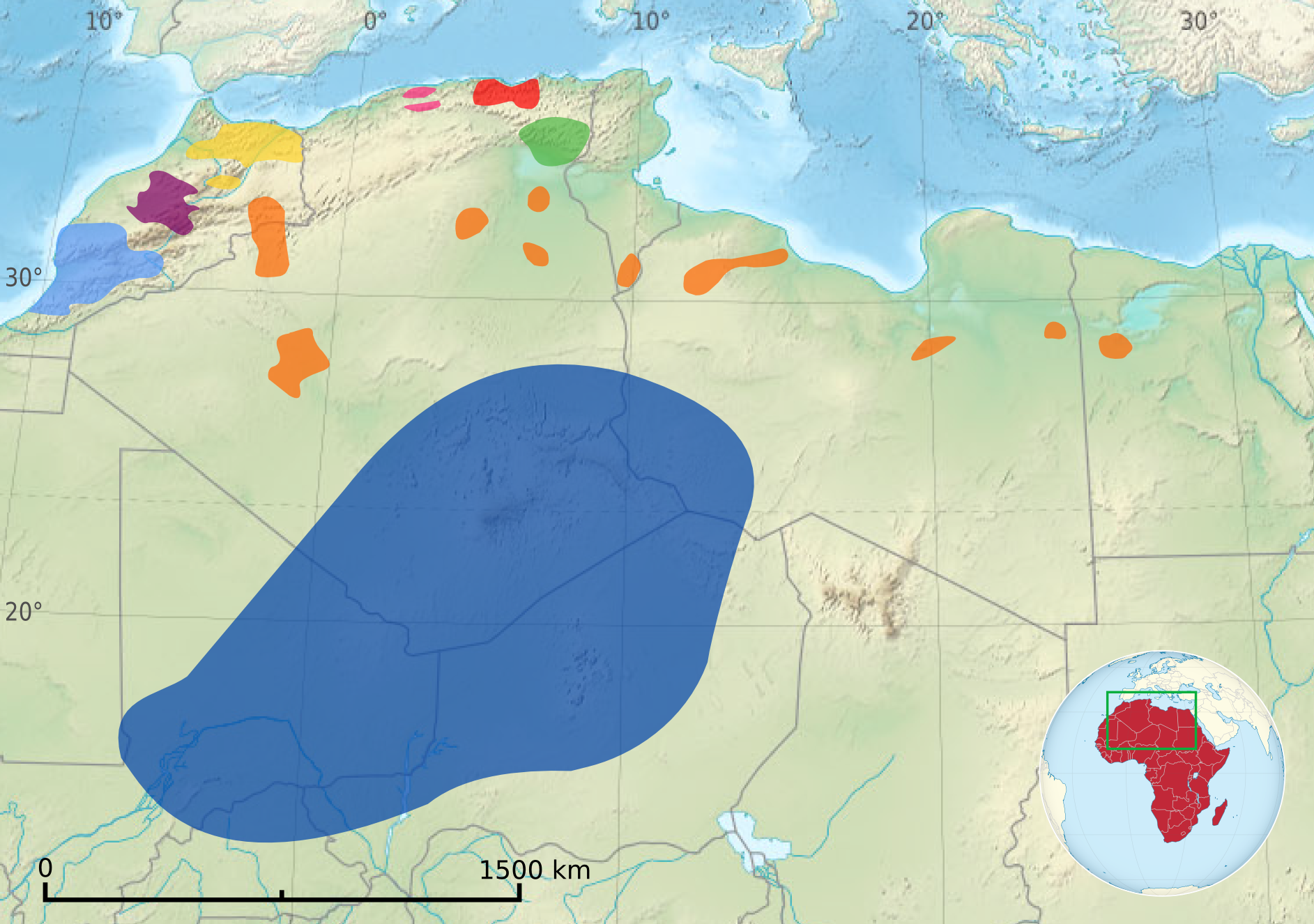
Distribució dels grups de parla amazic, inclosos els grups saharians: sanhadja, zenetes i Siwis)

Els sanhadja, en la transcripció francesa habitual, o sanhaja (amazic: iẓnagen; àrab: صنهاجة, ṣanhāja) foren una de les principals agrupacions tribals amazigues del nord d'Àfrica, que van tenir un paper destacat entre el segle iv i el segle x. Una part dels historiadors els fan descendents mítics de Bernes ibn Berr i altres els emparenten amb els kutames i els fan d'origen iemenita.

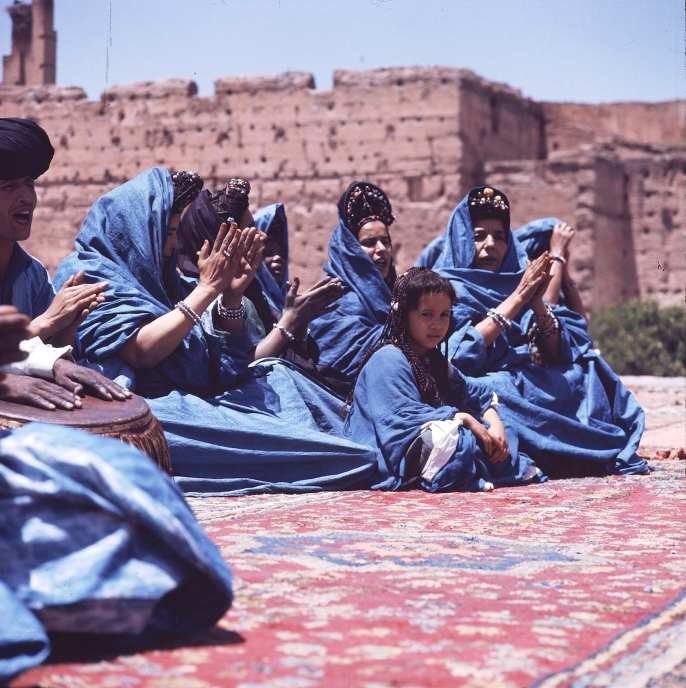
Grup de dansa Sanhaja del Sàhara Occidental al Festival Nacional de Folklore de Marràqueix

El seu nom deriva de la paraula portuguesa sanaga que donava nom al riu del mateix nom deriva el nom del Senegal. El significat de la paraula en amazic és "gent dels oasis". La seva forma en singular és Aznag, usat com a cognom habitual per molts a diversos països del Nord d'Àfrica.
Es té constància de la seva existència en el 1000 aC, quan migraren, possiblement, de la zona nord-central d'Àfrica cap a l'est. L'ús del camell va ser fonamental per conquistar els territoris i desplaçar cap al sud a molta de la població negra que habitava la zona. El nom dels moderns zenaga derivaria de la forma amaziga iznagen pels sanhadja.

## Història
Es van instal·lar, probablement entorn del segle iii i empesos pels romans, a la zona nord-occidental del Sàhara, juntament amb els seus tradicionals rivals, els amazics zenetes. Van desplaçar del territori a les poblacions de pell més fosca, els haratin, que l'havien dominat fins llavors. En aquesta migració va tenir gran importància l'ocupació del camell, que es va introduir per primera vegada en aquesta regió. L'avanç va seguir fonamentalment la direcció nord-est-sud-oest, paral·lela al gran massís muntanyenc de l'Atles i va assolir el riu Níger. Ocupaven doncs, fins a l'arribada de les tribus islàmiques, el nord-oest del Sàhara i Sudan fins a la desembocadura del riu Senegal pel sud i part de Níger.
Enfrontats a l'Imperi de Ghana dels soninké, van arribar a arrabassar-li la població d'Awdaghost, que van fer la seva capital. Islamitzats succintament, van emprar la motivació religiosa per continuar les guerres amb els Estats negres de la zona, encara que aquestes conteses tenien també motius de seguretat i econòmics. La seva activitat principal era la cria de bestiar i la participació en les rutes comercials transaharianas, que a vegades també assaltaven. Les tribus rivals dels zenetes i masmuda, bloquejaven el seu accés a les terres marroquines i a les pastures de l'Atles.
Se subdividien en diversos grups que ocupaven zones adjacents: els Sarta eren els més septentrionals i ocupaven els oasis del Bani; els Targa es trobaven al costat del riu Draa; els Gudala es trobaven al costat del mar, però es desplaçaven entre el Draa i Sijilmassa; els Masufa dominaven entre aquest i els territoris de Ghana; els Lamta recorrien la zona del Sus i, a mitjan segle xi, dominaven els oasis del Jabal Bani i la vall de la rambla del Nun; els Lamtuna, que recorrien la zona entre el Draa el Níger, era la més meridional i la més important entre els segles IX i XI. En aquest període, van formar una confederació els Lamtuna, Gudala i Masufa.
En el segle ix es van assentar també en la serralada de l'Atles, a les muntanyes del Rif, en la costa atlàntica de l'actual Marroc i zones de Algèria. D'elles descendeixen les dinasties zírida i hammudita que van controlar Ifríqiya fins al segle xii i que governarien les taifes de Granada, Màlaga i Algesires fins que van ser conquistades pels almoràvits.
Els sanhadja van ser els rivals permanents dels zenetes (zanata) especialment els grups miknasa, maghrawa i Banu Ifran. Ibn Khaldun diu que estaven formats per 70 branques. Una de les branques, el Talkata, foren l'origen dels zírides (el fundador Ziri ibn Manad era fill del xeic dels talkates Manab ibn Mankus). Aquesta branca fou profatimita i, per tant, xiïta però més tard va retornar al sunnisme. Al Magreb central els Banu Hammad dirigits per Hammad ibn Buluggin (net de Ziri) van fundar la Kala dels Banu Hammad i van establir un altre regne sanhadja, que després va tenir capital a Bugia vers 1068/1069. Els Banu Hilal van envair Ifrñiqiya i el Magreb central i van portar la ruïna als dos regnes. Un fill de Ziri ibn Manad, de nom Zawi ibn Ziri, va emigrar al segle xi a l'Àndalus i va acabar fundant un emirat a l'entorn de Granada.
Altres grups sanhadja foren els Lamtuna del Sahara dels que van sorgir els almoràvits que van dominar el Marroc i Algèria, van enfrontar als seus "parents" hammàdides i van passar l'Estret cap a l'Àndalus. Els almoràvits foren eliminats pels almohades que van conquerir també Ifríqiya. Només els Banu Ghaniya, almoràvits mallorquins, van resistir i van lluitar amb èxit fins al 1224.
Algunes tribus d'origen sanhadja viuen encara al sud del Marroc i a la plana atlàntica i fins i tot alguns a la zona del Rif.

## Actualment
Els descendents dels sanhadja encara es poden trobar a l'Atles Mitjà i a la zona oriental de Marroc.
Els zenaga, un grup que es creu que eren d'origen gudala (la tribu sanhâdja més meridional), viuen al sud-oest de Mauritània i parts del nord de Senegal. Tanmateix, són pocs.